# Mikroregion Pobečví
Mikroregion Pobečví – dobrowolny związek gmin leżących na północ od Przerowa, do którego należy 13 gmin, 5 963 mieszkańców. Nazwa pochodzi od nazwy rzeki Beczwa (cz. Bečva).

## Gminy należące do mikroregionu
- Buk
- Dolní Újezd
- Grymov
- Lazníčky
- Lazníky
- Prosenice
- Radslavice
- Radvanice
- Sobíšky
- Sušice
- Tučín
- Výkleky
- Zábeštní Lhota